# Oxytropis lavrenkoi
Oxytropis lavrenkoi är en ärtväxtart som beskrevs av N.Ulziykh. Oxytropis lavrenkoi ingår i släktet klovedlar, och familjen ärtväxter. Inga underarter finns listade i Catalogue of Life.